# The Wizard of the Strings
The Wizard of the Strings ist ein US-amerikanischer Dokumentarfilm aus dem Jahr 1985. 

## Handlung
Der Film porträtiert den Gitarristen Roy Smeck (1900–1994), der als „Zauberer auf den Saiten“ bekannt war. Zur Zeit der Produktion des Films war Smeck noch aktiv, gab Lehrstunden und trat immer noch auf. Seine Bekanntheit gründete sich auf sein virtuoses Spiel mit Gitarre, Banjo, Ukulele und der Hawaii-Gitarre.

## Auszeichnungen
1986 wurde der Film in der Kategorie Bester Dokumentar-Kurzfilm für den Oscar nominiert.
Bei der Verleihung der Student Academy Awards wurden Alan Edelstein und Peter Friedman mit einer Verdienstmedaille geehrt.